# Stereobelt
El Stereobelt fue el primer reproductor personal de sonido. Inventado en 1972 por el industrial germano-brasileño Andreas Pavel, el Stereobelt precede al Walkman de Sony y a otros dispositivos más recientes como el Zune de Microsoft o el iPod de Apple.
Andreas Pavel, que había sido ejecutivo de televisión y editor de libros, inventó el Stereobelt con la intención de "añadir banda sonora a la vida real" al permitir al usuario escuchar música en alta fidelidad con cascos mientras realizaba actividades cotidianas.
El inventor llevó a cabo la prueba inicial del aparato en febrero de 1972 en Saint Moritz, Suiza, con la canción "Push Push" de Herbie Mann y Duane Allman. Pavel experimentó una sensación de "flotación" al escuchar música mientras contemplaba la nieve caer en las montañas, advirtiendo que su nuevo invento podría proporcionar "los medios para multiplicar el potencial estético de cualquier situación".
Pavel contactó con fabricantes de electrónica como ITT, Grundig, Yamaha y Philips para que pusieran en el mercado su invento, pero las compañías pensaron que nadie podría querer usar cascos en público para escuchar música.
Ante el escaso progreso de su invención y al darse cuenta de que convenía protegerla, Pavel registró la patente del Stereobelt en Italia en 1977, y posteriormente en los Estados Unidos, Alemania, el Reino Unido y Japón durante 1978.
Sony comenzó a vender su Walkman en 1979, un dispositivo muy similar. Tras negociaciones emprendidas entre 1980 y 1986, Sony acordó pagar a Pavel regalías limitadas por la venta de algunos modelos de Walkman, y únicamente en su Alemania natal. Una segunda ronda de batalla legal que comenzó en 1989 en el Reino Unido acabó en 1996 cuando el caso fue desestimado, obligando a Pavel a pagar más de 3 millones de dólares americanos en costes judiciales.
Finalmente, en 2003 Pavel amenazó con demandar a Sony por infringimiento de patente en el resto de territorios donde había registrado su invento. Sony optó en 2004 por alcanzar un acuerdo extrajudicial plasmado en un contrato confidencial entre ambas partes; aunque la suma de la compensación que Sony pagó a Pavel se desconoce, fuentes de la industria la estiman en varios millones de euros.